# National Hockey Association 1910–11

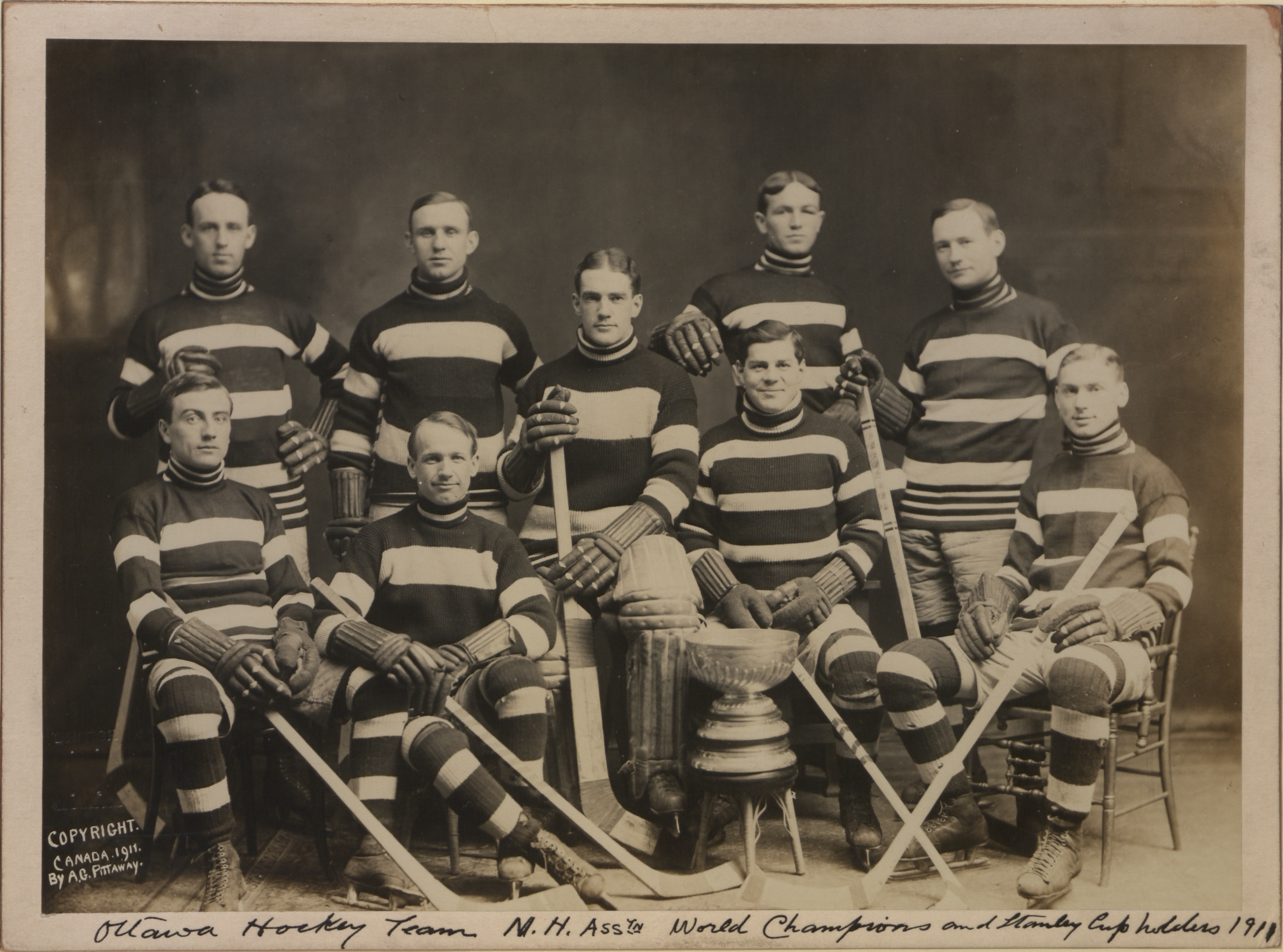
Ottawa Senators med Stanley Cup 1911. Översta raden: Alex Currie, Hamby Shore, Jack Darragh och Bruce Stuart. Främre raden: Marty Walsh, Bruce Ridpath, Percy LeSueur, Fred Lake och Albert "Dubbie" Kerr.

National Hockey Association 1910–11 var den andra säsongen av den professionella ishockeyligan National Hockey Association och spelades mellan 31 december 1910 och 10 mars 1911.

## Grundserie
Inför NHA:s andra säsong 1910–11 drog sig Montreal Shamrocks, Haileybury Comets och Cobalt Silver Kings ur ligan medan Quebec Bulldogs tillkom som nytt lag, vilket medförde att ligan utgjordes av fem lag mot motsvarande sju lag från den föregående säsongen. Lagen spelade 16 matcher var.
Ottawa Senators vann ligan i stor stil med 26 inspelade poäng på 16 matcher, 10 fler än Montreal Canadiens och Renfrew Creamery Kings, och lade beslag på O'Brien Trophy. Senators centerforward Marty Walsh gjorde 35 mål vilket var flest av alla spelare i ligan. I Montreal Canadiens debuterade målvakten Georges Vézina och stod mellan stolparna under lagets alla matcher.
Efter grundseriens slut spelade Ottawa Senators varsin match om Stanley Cup mot två utmanarlag från Galt och Port Arthur. Senators vann med 7-4 mot Galt och med 14-4 mot Port Arthur. I matchen mot Port Arthur gjorde Marty Walsh 10 av lagets 14 mål.

### Tabell
M = Matcher, V = Vinster, F = Förluster, O = Oavgjorda, GM = Gjorda mål, IM = Insläppta mål, P = Poäng
|                        | M  | V  | F  | O | GM  | IM  | P  |
| ---------------------- | -- | -- | -- | - | --- | --- | -- |
| Ottawa Senators        | 16 | 13 | 3  | 0 | 122 | 69  | 26 |
| Montreal Canadiens     | 16 | 8  | 8  | 0 | 66  | 62  | 16 |
| Renfrew Creamery Kings | 16 | 8  | 8  | 0 | 91  | 101 | 16 |
| Montreal Wanderers     | 16 | 7  | 9  | 0 | 73  | 88  | 14 |
| Quebec Bulldogs        | 16 | 4  | 12 | 0 | 65  | 97  | 8  |

### Målvaktsstatistik
M = Matcher, V = Vinster, F = Förluster, O = Oavgjorda, SM = Spelade minuter, IM = Insläppta mål, N = Hållna nollor, GIM = Genomsnitt insläppta mål per match
|                | Lag       | M  | V  | F  | O | SM  | IM  | N | GIM  |
| -------------- | --------- | -- | -- | -- | - | --- | --- | - | ---- |
| Georges Vézina | Canadiens | 16 | 8  | 8  | 0 | 980 | 62  | 0 | 3.80 |
| Percy LeSueur  | Ottawa    | 16 | 13 | 3  | 0 | 990 | 69  | 1 | 4.18 |
| Riley Hern     | Wanderers | 16 | 7  | 9  | 0 | 973 | 88  | 0 | 5.43 |
| Paddy Moran    | Quebec    | 16 | 4  | 12 | 0 | 983 | 97  | 0 | 5.92 |
| Bert Lindsay   | Renfrew   | 16 | 8  | 8  | 0 | 960 | 101 | 0 | 6.31 |

Statistik från hockey-reference.com och justsportsstats.com

### Poängligan
|                      | Lag       | Matcher | Mål |
| -------------------- | --------- | ------- | --- |
| Marty Walsh          | Ottawa    | 16      | 35  |
| Albert "Dubbie" Kerr | Ottawa    | 16      | 33  |
| Don Smith            | Renfrew   | 16      | 26  |
| Bruce Ridpath        | Ottawa    | 16      | 23  |
| Odie Cleghorn        | Renfrew   | 16      | 20  |
| Newsy Lalonde        | Canadiens | 16      | 19  |
| Didier Pitre         | Canadiens | 16      | 19  |
| Ernie Russell        | Wanderers | 11      | 18  |
| Jack Darragh         | Ottawa    | 16      | 18  |
| Frank "Pud" Glass    | Wanderers | 16      | 17  |

Statistik från hockey-reference.com och justsportsstats.com

## Slutspel

### Stanley Cup
| Datum   | Vinnande lag    | Mål | Förlorande lag     | Mål |
| ------- | --------------- | --- | ------------------ | --- |
| 13 mars | Ottawa Senators | 7   | Galt Professionals | 4   |

| Datum   | Vinnande lag    | Mål | Förlorande lag | Mål |
| ------- | --------------- | --- | -------------- | --- |
| 16 mars | Ottawa Senators | 14  | Port Arthur    | 4   |